# 大室幹雄
大室 幹雄（おおむろ みきお、1937年6月12日 - ）は、日本の歴史人類学者、日本の文芸評論家、文明評論家、中国文化評論家。
千葉大学名誉教授。

## 経歴
東京都出身。早稲田大学を卒業し、東京大学大学院修了。
その後高等学校教諭、山梨大学教授を経て千葉大学教授。退官後は千葉大学名誉教授。
2004年（平成16年）に刊行『ふくろうと蝸牛 柳田国男の響きあう風景』により、同年度芸術選奨を受賞。

## 著書

### 中国文化
- 『正名と狂言—古代中国知識人の言語世界』 せりか書房、1975年、348頁
せりか書房（新編）、1986年10月、401頁、ISBN 978-4796700832
- 『滑稽—古代中国の異人たち』 評論社〈東洋人の行動と思想15〉、1975年
せりか書房（新編）、1986年11月、357頁、ISBN 978-4796701471
岩波現代文庫、2001年12月、385頁、ISBN 978-4006000691
- 『囲碁の民話学』 せりか書房、1977年、新装版1995年3月、293頁、ISBN 978-4796701891
岩波現代文庫、2004年6月、304頁、ISBN 978-4006001230
- 『アジアンタム頌—津田左右吉の生と情調』 新曜社、1983年10月、288頁
- 『西湖案内—中国庭園論序説』 岩波書店〈旅とトポスの精神史〉、1985年11月、358頁

### 中国史での都市の肖像・文明論
- 『劇場都市—古代中国の世界像』 三省堂、1981年6月、466頁／ちくま学芸文庫、1994年3月、583頁、ISBN 978-4480081209
- 『桃源の夢想—古代中国の反劇場都市』 三省堂、1984年3月、461頁、ISBN 978-4385348919
- 『園林都市—中世中国の世界像』 三省堂、1985年8月、791頁、ISBN 978-4385349350
- 『干潟幻想—中世中国の反園林都市』 三省堂、1992年11月、556頁、ISBN 978-4385354545
- 『檻獄都市—中世中国の世界芝居と革命』 三省堂、1994年7月、684頁、ISBN 978-4385355634
- 『パノラマの帝国—中華唐代人生劇場』 三省堂、1994年11月、376頁、ISBN 978-4385355993
- 『遊蕩都市—中世中国の神話・笑劇・風景』 三省堂、1995年12月、681頁、ISBN 978-4385357577

### 風景論
- 『月瀬幻影―近代日本風景批評史』 中公叢書、2002年3月、446頁、ISBN 978-4120032509
- 『志賀重昂 「日本風景論」精読』 岩波現代文庫、2003年1月、334頁、ISBN 978-4006000974
- 『ふくろうと蝸牛―柳田国男の響きあう風景』 筑摩書房、2004年11月、496頁、ISBN 978-4480847164
- 『宮沢賢治 「風の又三郎」精読』 岩波現代文庫、2006年1月、302頁、ISBN 978-4006020996

### 批評
- 『アレゴリーの墜落—大室幹雄評論集』 新曜社、1985年5月、364頁
- 『寅さんがタバコを吸わない理由(わけ)　現代映画習俗誌』 三省堂、1991年7月、233頁
- 『美術のありか　路傍から現代美術館まで』 せりか書房、2016年4月、244頁、ISBN 978-4796703505

## 翻訳
- ミルチャ・エリアーデ『エリアーデ著作集〈5〉 鍛冶師と錬金術師』 せりか書房、1973年、新版1986年、262頁、ISBN 4796700749
- フィリップ・ローソン／ラズロ・レゲザ『タオ -悠久中国の生と造形- イメージの博物誌 9』 平凡社、1982年1月、139頁、ISBN 978-4582284096
- ロバート・ファン＝フーリック『中国黄金殺人事件』 三省堂、1989年6月、286頁、ISBN 978-4385348018 - グーテンベルク21で電子出版あり
- ロバート・ファン・フーリック『中国湖水殺人事件』 三省堂、1989年9月、341頁、ISBN 978-4385348032 - グーテンベルク21で電子出版あり
- ヴォルフラム・エーバーハルト（英語版）『中国文明史』 松平いを子共訳、筑摩書房、1991年12月、370頁、ISBN 4480856021

## 解説・寄稿

### 解説
- 内村剛介「生き急ぐ　スターリン獄の日本人」 講談社文芸文庫、2001年6月
- 多木浩二「生きられた家—経験と象徴」 岩波現代文庫、2001年2月
- ロバート・ファン・ヒューリック『中国梵鐘殺人事件』（松平いを子訳、三省堂、1989年）
- ロバート・ファン・ヒューリック『中国鉄釘殺人事件』（松平いを子訳、三省堂、1989年）

### 寄稿
- 「東北文化研究センター　季刊東北学　第2期・第4号（2005夏号）」、東北芸術工科大学・東北文化研究センター、200頁、2005年8月、ISBN 4760127798
- 「東洋文庫ガイドブック2」、平凡社東洋文庫編集部編、ISBN 458283714X

## 評価
ウェブ上において確認される、大室に対するまとまった評価を行っている評者を記す。

### 山形浩生
- 山形浩生は、自身のアイドルのうちの一人は、大室幹雄だと語っている[5]。「劇場都市」文庫解説もしている。
- 「寅さんがタバコを吸わない理由」などについてのエッセイ。CUT書評「櫻の園には帰れない」『CUT』1991年4月[6]
- 「監獄都市」などについてのエッセイ。CUT書評「都市に生きる人たちと、都市を読む人。」『CUT』1995年10月[7]

### 松岡正剛
- 「セイゴウチャンネル」千夜千冊で松岡は、以下のように語っている[8]。

「（前略）、大室さんは『劇場都市』『桃源の夢想』という大著をやすやすと発表すると、あたかも学界や論壇の有象無象をその大著の前後の見返しで振り切るかのように、さらに『園林都市』『干潟幻想』『檻獄都市』『遊蕩都市』というふうに、もっと充実した大著を連打していった。いずれも三省堂である。それは、前人未踏のディスクールの森林に、まるでボロブドゥールやアンコールワットのような複雑きわまりない言語神殿を建設しつづけているようなものだった。あまりに稠密で巨大な思索の林立なのである。最初はなんとかついていこうとしたものの、ぼくもいつのまにか振り切られた。以来、どのように大室幹雄を取り戻すかということが、ぼくの他人に言えない課題になっていた。（中略）もし、誰もがその放置を続けていくというのなら、いつの日か、ぼくがまた大室幹雄の密林に分け入ることになるのだが‥‥。」

## 関連人物
- 市川浩
- 多木浩二
- 山口昌男
- 若桑みどり
- 由良君美

## 関連団体
- 東京外国語大学アジア・アフリカ言語文化研究所